# Lijst van voetbalinterlands Canada - Griekenland (vrouwen)
Deze lijst van voetbalinterlands is een overzicht van alle officiële voetbalinterlands tussen de nationale vrouwenteams van Canada en Griekenland. De landen hebben tot nu toe één keer tegen elkaar gespeeld.

## Wedstrijden
| № | Plaats | Datum         | Competitie       | Wedstrijd            | Uitslag |
| - | ------ | ------------- | ---------------- | -------------------- | ------- |
| 1 | Guia   | 20 maart 2003 | Algarve Cup 2003 | Canada − Griekenland | 7 − 1   |

## Samenvatting
| Competitie  | Totaal gespeeld | Winst Canada | Gelijk | Winst Griekenland | Doelsaldo Canada – Griekenland |
| ----------- | --------------- | ------------ | ------ | ----------------- | ------------------------------ |
| Algarve Cup | 1               | 1            | 0      | 0                 | 7 − 1                          |
| Totaal      | 1               | 1            | 0      | 0                 | 7 − 1                          |